# Радомир Антић (сликар)
Радомир Антић (1929 – 2002) је био академски сликар пореклом из Пирота.

## Биографија
Радомир Антић је рођен у Пироту 1929. године.
Завршио је Академију ликовних уметности у Београду у класи професорке Љубице Сокић, а постдипломске студије код професора Недељка Гвозденовића.
Студијски је боравио у Италији и Француској. Члан је Удружење ликовних уметника Србије од 1953. Био је професор Школе примењених уметности (1955—1961) у Нишу. Постаје доцент на Архитектонском факултету у Нишу 1961. године за предмет Слободно цртање и пројектант и сарадник Конфекције Први мај у Пироту.
Поред сликарства, бавио се и таписеријом, мозаиком и унутрашњом архитектуром. Излаже од 1952, a прву самосталну изложбу имао је 1954. Приредио је преко 30 самосталних изложби у градовима: Пирот, Београд, Нови Сад, Скопље, Загреб, Лесковац, Приштина, Бор, Зајечар, Будва, Ниш.
Излагао је на међународним изложбама у Бремену, Хамбургу, Паризу, Њукаслу, Великом Трнову. Учествовао је у раду бројних ликовних колонија у земљи и иностранству. У Галерији Чедомир Крстић у Пироту 2003. године приређена му је ретроспектива. Добитник је награда: Ослобођење Ниша (1960, 1974), прве награде за Пејзаж у Пироту (1962), на Ликовној колонији Сићево, Ниш (1966), на Палићу (1966) и у Великом Трнову (1990).
Умро је у Нишу где је и живео, 2002. године.

## Развојне фазе у сликарству
Прва развојна фаза је после Антићевог студирања где се његова уметност базира на мртвој природи. У следећој кубистичкој фази слика пејзаже а у периоду енформела екстеријере и мртву природу. Фаза тотема је присутна од 1964. до 1978. године а последња фаза - уметничког портрета, је трајала све до његових последњих дана.

## Ликовна обележја
Три битна обележја уметности Антића су:
- колористичко обележје: ултрамариноцрвено, сиво-оранж, светло љубичаста и браон су боје које представљају интровертност и ектравертност тј. јединство две тенденције.
- композиционо обележје: мушколики(рационални и геоетријски) и женсколики (емоционални и експресивни) облици и површине.
- тематско-мотивационо обележје